# Premi de Literatura d'Islàndia
El Premi Literari Islandès (en islandès:Íslensku bókmenntaverðlaunin) és un premi anual que l'Associació d'Editors d'Islàndia els lliura a dos llibres. Es va fundar en 1989, quan l'Associació va complir 100 anys. Un premi és per a ficció o poesia i l'altre per a treballs acadèmics i de no ficció. Se seleccionen cinc llibres candidats en cada categoria. El premi es lliura al gener.

## Llista dels guanyadors en la categoria ficció i poesia
| Any  | Guanyador                | Títol                                                   | Títol (en islandès)           | Notes |
| 1989 | Stefán Hörður Grímsson   | Yfir heiðan morgun: ljóð '87-'89                        |                               |       |
| 1990 | Fríða Á. Sigurðardóttir  | A través de la nit                                      | Emðan nóttin líður            |       |
| 1991 | Guðbergur Bergsson       | El cigne                                                | Svanurinn                     |       |
| 1992 | Þorsteinn frá Hamri      | El marí dormit                                          | Sæfarinn sofandi              |       |
| 1993 | Hannes Pétursson         | Eldhylur                                                |                               |       |
| 1994 | Vigdís Grímsdóttir       | Grandavegur 7                                           |                               |       |
| 1995 | Steinunn Sigurðardóttir  | El lloc del cor                                         | Hjartastaður                  |       |
| 1996 | Böðvar Guðmundsson       | L'arbre de la vida                                      | Lífsins tré                   |       |
| 1997 | Guðbergur Bergsson       | Faðanar og móðanar og dulmagn bernskunnar: skáldævisaga |                               |       |
| 1998 | Thor Vilhjálmsson        | Morgunþula í stráum                                     |                               |       |
| 1999 | Andri Snær Magnason      | La història del planeta blau                            | Sagan af bláa hnettinum       |       |
| 2000 | Gyrðanar Elíasson        | Gula húsið                                              |                               |       |
| 2001 | Hallgrímur Helgason      | L'autor d'Islàndia                                      | Höfundur Íslands              |       |
| 2002 | Ingibjörg Haraldsdóttir  | Hvar sem ég veureð                                      |                               |       |
| 2003 | Ólafur Gunnarsson        | Öxin og jörðin                                          |                               |       |
| 2004 | Auður Jónsdóttir         | La gent en el soterrani                                 | Fólkið í kjallaranum          |       |
| 2005 | Jón Kalman Stefánsson    | Luz d'estiu i llavors ve la nit                         | Sumarljós og svo kemur nóttin |       |
| 2006 | Ólafur Jóhann Ólafsson   | Aldingarðurinn                                          |                               |       |
| 2007 | Sigurður Pálsson         | Minnisbók                                               |                               |       |
| 2008 | Einar Kárason            | Ofsi                                                    |                               |       |
| 2009 | Guðmundur Óskarsson      | Bankster                                                |                               |       |
| 2010 | Gerdur Kristný           | Bloodhoof                                               | Blódhófnir                    | [ 1 ] |
| 2011 | Guðrún Eva Mínervudóttir | Allt emð kossi vekur                                    | [ 2 ]                         |       |
| 2012 | Eiríkur Örn Norðdahl     | Illska                                                  |                               |       |
| 2013 | Sjón                     | Mánasteinn - drengurinn sem aldrei var til              |                               |       |
| 2014 | Ófeigur Sigurðsson       | Öræfi                                                   |                               |       |
| 2015 | Einar Már Guðmundsson    | Hundadagar                                              |                               |       |
| 2016 | Auður Ava Ólafsdóttir    | Ör                                                      |                               |       |
| 2017 | Kristín Eiríksdóttir     | Elín, ýmislegt                                          |                               |       |
| 2018 | Hallgrímur Helgason      | Sextíu kíló af sólskini                                 |                               |       |
| 2019 | Sölvi Björn Sigurðsson   | Selta – Apókrýfa úr ævi landlæknis                      |                               |       |